# Peter Baumgartner (Redakteur)
Peter Baumgartner (* 1955 in Linz) ist ein österreichischer Publizist und ehemaliger Chefredakteur.

## Leben
Nach dem Studium der Publizistik und Politikwissenschaft an der Universität Salzburg kam Peter Baumgartner im Juni 1979 zum Land Oberösterreich, wo er im wissenschaftlichen Dienst in der Abteilung Presse der oberösterreichischen Landesregierung arbeitete. Er wurde Leiter der Informationsabteilung und war damit für alle Medien zuständig. Seit 1983 war Peter Baumgartner auch Herausgeber des oö. Medienhandbuchs. Er veranstaltete zahlreiche Reisen mit Journalisten, u. a. in die Spiegel-Redaktion in Hamburg, zu CNN in Atlanta oder in das Weiße Haus in Washington D.C. 
Bis zu seiner Pensionierung im Jahr 2016 war Peter Baumgartner insgesamt 36 Jahre lang Chefredakteur der Landesillustrierten „Unser Oberösterreich“ und der ältesten Zeitschrift des Landes, der Amtlichen Linzer Zeitung. 
Im Jahr 2017 erhielt Peter Baumgartner das Große Ehrenzeichen für Verdienste um die Republik Österreich.

## Veröffentlichungen
- Die Gründungsgeschichte der Amtlichen Linzer Zeitung, Historische Ereignisse aus Sicht der Linzer Zeitung, Adalbert Stifter als Redakteur der Linzer Zeitung. In: Amt der o. ö. Landesregierung – Abteilung Presse (Hrsg.): Das älteste Periodikum der Welt. Festschrift. 350 Jahre Amtliche Linzer Zeitung. Linz 1980, 76 Seiten.
- Abenteuer Oberösterreich. Wander- & Freizeittips für Familien. 1999, 124 Seiten, ISBN 3-85214-693-3.[1]
- Schlimme Bären kommen ins Gefängnis. 40 Reportage aus aller Welt. Linz 2002.[2]
- Erlebnis Museum. 84 Museen in Oberösterreich. St. Pölten 2005, 84 S., ISBN 3-85326-364-X.[3]
- 1772, 1630 oder 1667? Wie alt ist die „Linzer Zeitung“? In: Von der Schatzkammer des Wissens zum Lernort. 235 Jahre „bibliotheca publica“. Zehn Jahre Oö. Landesbibliothek. Linz 2009, S. 85–90 (PDF auf landesbibliothek.at).
- Die Welt wartet auf dich. Die schönsten Reiseziele der Welt. Linz 2011, 208 Seiten, ISBN 978-3-85499-791-7.[4]